# Tetraponera brevicornis
Tetraponera brevicornis é uma espécie de formiga do gênero Tetraponera, pertencente à subfamília Pseudomyrmecinae.